# Microlicia arenariaefolia
Microlicia arenariaefolia är en tvåhjärtbladig växtart som beskrevs av Dc.. Microlicia arenariaefolia ingår i släktet Microlicia och familjen Melastomataceae. Inga underarter finns listade i Catalogue of Life.